# Hemidactylus parvimaculatus
Hemidactylus parvimaculatus là một loài thằn lằn trong họ Gekkonidae. Loài này được Deraniyagala mô tả khoa học đầu tiên năm 1953.